# Bürgermeisterei Freudenburg
Die Bürgermeisterei Freudenburg im Kreis Saarburg im Regierungsbezirk Trier in der preußischen Rheinprovinz war eine Bürgermeisterei mit 1 Flecken, 3 Dörfern, 2 Weilern, 1 Schloss, 4 Höfen, 1 Mühle, welche 223 Feuerstellen (Fst.) und 1486 Einwohner (Einw.) (Stand 1828) hatten.
Darin:
- Freudenburg, ein Flecken unweit der Saar mit 1 Kath. Pfarrkirche, 1 Synagoge, 1 Hof, 1 Schäferei, 112 Fst., 757 Einw. (Stand 1828) und den Ruinen eines Schlosses, ist der Sitz eines Friedensgerichts für die Bürgermeistereien Freudenburg, Meurich, Orscholz, Perl, Borg, Nennig und Sinz, hat 1 Kram- und 1 Viehmarkt.

- - Kollesleukerhof mit 5 Einw.
  - Herren-Mühle mit 9 Einw.

- Kastel, ein Dorf auf einem hohen Felsen, an dessen Fuß die Saar fließt, mit 34 Fst., 1 Kath. Tochterkirche, 218 Einw.; Römische Funde, weite Aussicht. 
  - Weiler und Hof Staadt mit 5 Fst., 29 Einw. und Weinbau

- Dorf Taben an der Saar mit 1 Schloss, 1 Schäferei, 1 Kath. Pfarrkirche, 35 Fst., 224 Einw.
- Dorf Hamm, auch Ober-Hamm oder Hämmchen genannt, an der Saar mit 12 Fst., 85 Einw.

- Weiler Rodt mit 22 Fst., 149 Einw.
- Hof Hausen mit 10 Einw.